# Đermana Šeta
Đermana Šeta ist eine zeitgenössische bosnische Persönlichkeit des Islams in Bosnien und Herzegowina. Sie leitet die Forschungsabteilung des Zentrums für Bildung und Forschung Nahla (Centru za edukaciju i istraživanje Nahla) in Sarajevo.

## Leben
Sie hat Religionswissenschaften und Englisch studiert und ist Autorin zahlreicher Artikel und Übersetzungen zu geschlechterspezifischen und religiösen Themen.
Đermana Šeta ist Vorstandsmitglied (board member) der Zweigstelle der US-amerikanisch-muslimischen Denkfabrik International Institute of Islamic Thought (IIIT) in Bosnien und Herzegowina, das schwerpunktmäßig aus dem US-amerikanischen Hauptsitz in Herndon (Virginia) bei Washington, D.C. heraus das „Einbringen des Islam in das Wissen“ (Islamization of knowledge) bzw. die „Islamisierung der Wissenschaft“ (Islamization of science) betreibt. IIIT-Direktor in Sarajevo ist Ahmet Alibašić.
Bei der vom Londoner Büro des IIIT mitorganisierten IIIT European Summer School 2017 war sie einer der Sprecher.
Sie ist Verfasserin eines Buches über die Benachteiligung Verschleierter (siehe Hidschāb).

## Schriften
- Zašto marama? Bosanskohercegovačke muslimanke o životu i radu pod maramom [Warum das Kopftuch? Eine bosnische Muslimin über das Leben und Arbeiten mit Kopftuch]. Sarajevo; Centar za Napredne Studije 2011 (Online-Teilansicht)

- Building bridging social capital at a local level: Examples from Central Bosnia (Ekumenska Inicijativa Žena) – Online abrufbar unter eiz.hr

- Forgotten Women: The Impact of Islamophobia on Muslim Women. Published by the European Network Against Racism (ENAR) in Brussels, in 2016, with the support of the Rights, Equality and Citizenship Programme of the European Union, the Open Society Foundations, the Joseph Rowntree Charitable Trust and the ENAR Foundation. 2016 – Online abrufbar unter clagsborough.uk

- Zilka Spahić-Šiljak: Women, religion and politics.  Sarajevo : International Multireligous intercultural Centre IMIC Zajedno, 2010 (übersetzt von Đermana Šeta und Aida Spahić)